# Hermann Starke
Hermann Starke (om 1870 – 1920) was een Duits componist en dirigent.

## Levensloop
Starke was een militaire kapelmeester van de kapel van het Infanterie Regiment Nr. 168 en componeerde rond 800 werken voor harmonieorkest. Hij werd heel bekend, toen hij de mars-compositie-concours van de Britse muziekuitgever Boosey & Son won. De meeste van zijn werken werden voor de Eerste Wereldoorlog gepubliceerd en zijn nu vergeten.

## Composities

### Werken voor orkest
- Das erste Zähnchen, gavotte, op. 568
- Erna's Spaziergang mit Mama und Papa, op. 569
- Liebe und Sehnsucht, romance voor trompet, trombone en orkest, op. 436

### Werken voor harmonieorkest
- 1900 Mit Schwert und Lanze - With Sword and Lance (bekroond met een 1e prijs bij de mars-compositie-concours van Boosey & Son)
- An Bord der "Deutschland"
- Auf Befehl
- Auf nach China
- Bavarda mars
- Das Volk in Waffen
- Der König rief, und alle kamen
- Der lustige Fahnenschmied
- Deutsche Siege
- Fahnen hoch
- Feldmarschmäßig
- Großer Festmarsch
- Im Schützenfeuer
- Im Zeppelin-Luftschiff
- Leichte Kavallerie (Light Cavalry)
- Neckereien

## Pedagogische Werken
- Allein und zu zweit - Band 1, methode voor accordeon
- Allein und zu zweit - Band 2, methode voor accordeon
- Spielbuch für Akkordeon - Heft 1
- Spielbuch für Akkordeon - Heft 2